# Sherrilyn Kenyon
Pour les articles homonymes, voir Kenyon.
Œuvres principales
- Le Cercle des immortels
- The League
- Les Chroniques de Nick

Sherrilyn Kenyon, née le 11 décembre 1965 à Columbus dans l'État de Géorgie, est une romancière et essayiste américaine.
Sous son nom réel, elle est l'auteure de diverses séries de romans se rattachant à la fois aux genres de la romance et de la fantasy, dont seule est pour le moment connue, en France, la série Le Cercle des immortels. Sous ce nom, elle est également l'auteur d'essais.
Sous le pseudonyme de Kinley MacGregor, elle est également l'auteure de plusieurs séries de romances historiques.
Au cours des dernières années, cette auteure à succès du New York Times, a été proclamée à seize reprises no 1.
Avec plus de 25 millions d’exemplaires de ses livres imprimés dans presque 100 pays, ses séries les plus connues sont : Dark-Hunters, The League, Les Chroniques de Nick et Belador.
Depuis 2004, plus de 50 de ses livres ont été inscrits sur la liste du New York Times, dans tous les formats d’édition incluant, entre autres, le manga.
Voix prééminente de la fiction paranormale, avec plusieurs décennies de publications dans tous les genres (années 1980-1990 pour ses premières nouvelles), Sherrilyn Kenyon n’a pas seulement aidé les pionniers du genre, mais a aussi défini le courant paranormal qui a captivé le monde.

## Œuvres

### UniversLe Cercle des immortels / Dark-Hunter

#### SérieDark-Hunter
1. L'Homme maudit, J'ai lu, coll. « Amour & mystère », 2005 ((en) Fantasy Lover, 2002)Réécrit et modifié par l'auteure sous le titre "Julian of Macedon"
2. Les Démons de Kyrian, J'ai lu, coll. « Amour & mystère » no 7821, 2005 ((en) Night Pleasures, 2002)
3. La Fille du shaman, J'ai lu, coll. « Mondes mystérieux » no 7893, 2006 ((en) Night Embrace, 2003)
4. Le Loup blanc, J'ai lu, coll. « Mondes mystérieux » no 7979, 2006 ((en) Dance with the Devil, 2003)
5. La Descendante d'Apollon, J'ai lu, coll. « Mondes mystérieux » no 8154, 2006 ((en) Kiss of the Night, 2004)
6. Jeux nocturnes, J'ai lu, coll. « Mondes mystérieux » no 8394, 2007 ((en) Night Play, 2004)
7. Prédatrice de la nuit, J'ai lu, coll. « Mondes mystérieux » no 8457, 2007 ((en) Seize the Night, 2005)
8. Péchés nocturnes, J'ai lu, coll. « Mondes mystérieux » no 8503, 2007 ((en) Sins of the Night, 2005)
9. L'Homme-tigre, J'ai lu, coll. « Mondes mystérieux » no 8534, 2008 ((en) Unleash the Night, 2005)
10. Lune noire, J'ai lu, coll. « Crépuscule » no 9216, 2010 ((en) Dark Side of the Moon, 2006)
11. Les Chasseurs de rêves, J'ai lu, coll. « Crépuscule » no 9278, 2010 ((en) The Dream-Hunter, 2007)
12. Le Dieu déchu, J'ai lu, coll. « Crépuscule » no 9828, 2012 ((en) Devil May Cry, 2007)
13. Au-delà de la nuit, J'ai lu, coll. « Crépuscule » no 9890, 2012 ((en) Upon The Midnight Clear, 2007)
14. Le Traqueur de rêves, J'ai lu, coll. « Crépuscule » no 9834, 2012 ((en) Dream Chaser, 2008)
15. Acheron, J'ai lu, coll. « Crépuscule », 2012 ((en) Acheron, 2008)
16. Le Silence des ténèbres, J'ai lu, coll. « Crépuscule » no 10132, 2012 ((en) One Silent Night, 2008)
17. Le Prédateur de rêves, J'ai lu, coll. « Crépuscule » no 10011, 2012 ((en) Dream Warrior, 2009)
18. L'Astre des ténèbres, J'ai lu, coll. « Crépuscule » no 9827, 2013 ((en) Bad Moon Rising, 2009)
19. La Chasseuse d’Artémis, J'ai lu, coll. « Crépuscule » no 10622, 2014 ((en) No Mercy, 2010)
20. Châtiment suprême, J'ai lu, coll. « Crépuscule » no 10876, 2014 ((en) Retribution, 2011)
21. Le Gardien d'Azmodea, J'ai lu, coll. « Crépuscule » no 10991, 2015 ((en) The Guardian, 2011)
22. La Prophétie des songes, J'ai lu, coll. « Crépuscule » no 11181, 2015 ((en) Time Untime, 2012)
23. (en) Styxx, 2013
24. (en) Son of No One, 2014
25. (en) Dragonbane, 2015
26. (en) Dragonmark, 2016
27. (en) Dragonsworn, 2017
28. (en) Stygian, 2018
29. (en) Shadow Fallen, 2022
30. (en) Queen of All Shadows, 2023
31. (en) Shadows Within, 2024
32. (en) Savitar, 2025

#### SérieDream-Hunter
Bien que séparés en France, les livres placés sous l'intitulé "Dream-Hunter", sont en réalité des livres de la série Dark-Hunter. L'éditeur français ayant fait le choix de créer une série indépendante pour ces cinq livres. Vous les retrouverez ci-dessus à leur place originale   

#### SérieLes Chroniques de Nick
1. Infinité, J'ai lu, coll. « Semi-poche imaginaire », 2013 ((en) Infinity, 2010), trad. Dany Osborne, 384 p.  (ISBN 978-2-290-03879-6)
2. Invincible, J'ai lu, coll. « Semi-poche imaginaire », 2014 ((en) Invincible, 2011), trad. Dany Osborne, 286 p.  (ISBN 978-2-290-03880-2)
3. (en) Infamous, 2012
4. (en) Inferno, 2013
5. (en) Illusion, 2014
6. (en) Instinct, 2015
7. (en) Invision, 2016
8. (en) Intensity, 2017

#### SérieLes Chroniques de Nick: Shadows of Fire
1. (en) Sabotage, 2023
2. (en) Last Christmas, 2023
3. (en) Savage, 2024
4. (en) Simi, 2024
5. (en) Sanctify, 2025

#### SérieDeadman's Cross
Cette trilogie se situe, à l'instar des Chroniques de Nick dans le même univers que la série Dark-Hunters. Sherrilyn Kenyon y travaillait depuis 2006. Elle est qualifiée de spin-off par Sherrilyn Kenyon, et se focalisera sur les Hellchasers de Thorn qui œuvrent en pleine mer et non sur la terre ferme. Elle se déroule au dix-huitième siècle durant l'âge d'or de la piraterie.
1. (en) Deadmen Walking, 2017
2. (en) Death Doesn't Bargain, 2018
3. (en) At Death's Door, 2019

#### Nouvelles dans l'univers Dark-Hunter
La plupart de ces nouvelles sont regroupées dans l'anthologie Dark Bites (en).
- (en) The Beginning, 2002Parue dans l'anthologie Tapestry
- (en) Dragonswan, 2002
- (en) Phantom Lover, 2003Parue dans l'anthologie Midnight Pleasures
- (en) A Dark-Hunter Christmas, 2003
- (en) Winter Born, 2004Parue dans l'anthologie Stroke of Midnight
- (en) Second Chances, 2005
- (en) A Hard Day's Night-Searcher, 2006Parue dans l'anthologie My Big Fat Supernatural Wedding
- (en) Until Death We Do Part, 2006Parue dans l'anthologie Love At First Bite
- (en) Fear the Darkness, 2007E-book libre
- (en) Shadow of the Moon, 2008Parue dans l'anthologie Dead after Dark

#### Romans graphiques et manga dans l'univers Dark-Hunter
- (en) Dark-Hunters, vol. 1 (2009) et vol. 2 (2010) , Night Pleasures, St Martin's Griffin.
- (en) Dark-Hunters, vol. 3 (2010) et vol. 4 (2011), Night Embrace, St Martin's Griffin
- (en) Where Angels Fear To Tread, 2016, Dabel Brothers Publishing
- (en) Acheron, 2016, roman graphique, Dabel Brothers Publishing

### UniversThe League
The League est une série de science-fiction romance.
La série principale, nommée The League, s'est étoffée de plusieurs autres sous-séries, qui vont se diriger plus en détails sur des personnages issus de la série principale.

#### SérieThe League - Nemesis RisingetNemesis Legacy
Les livres dénommés Nemesis Rising concernent la première génération des personnages de la série. Ceux dénommés Nemesis Legacy concernent leurs descendant, et ne concernent actuellement que deux récits : Born of Ice (Tome 3), et la nouvelle Fire & Ice (Tome 3,5, anthologie In Other Worlds).
1. (en) Born of the Night, 1996Publié ensuite sous le titre Born of Night en 2009
2. (en) Born of Fire, 1996
3. (en) Paradise City, 1994Publié ensuite sous le titre Born of Ice en 2009
4. (en) Born of Shadows, 2011
5. (en) Born of Silence, 2012
6. (en) Cloak & Silence, 2013
7. (en) Born of Fury, 2014
8. (en) Born of Defiance, 2015
9. (en) Born of Betrayal, 2015
10. (en) Born of Legend, 2016
11. (en) Born of Vengeance, 2017
12. (en) Born of Rage, 2021, nouvelle
13. (en) Born of Blood, 2022
14. (en) Born of Trouble, TBA
15. (en) Born of Darkness, TBA

#### SérieEve of Destruction
1. (en) Eve of Destruction, 2022
2. (en) Eve of Ruin, 2025
3. (en) Eve of Havoc, 2025
4. (en) Eve of The Fallen, TBA

### SérieNevermore
1. (en) Insurrection, 2017

### SérieBelador
Cette série est coécrite avec Dianna Love. D'autres titres sont parus, écrits seulement par Dianna Love.
1. (en) Blood Trinity, 2010
2. (en) Alterant, 2011
3. (en) The Curse, 2012
4. (en) Rise of the Gryphon, 2013

### Série Shadow Wars
Série fantastique dans le Japon médiéval, co-écrite avec son fils Madaug Hishinuma et sa belle-fille Hinako Hishinuma.
1. (en) Secret War, 2025

### SérieB.A.D Agency
Nous sommes les membres d’une agence secrète, fondée le 13 septembre 2001 et mandatés par le pouvoir exécutif .
Nous utilisons tous les moyens nécessaires pour protéger l'Amérique et ses citoyens.
Nos membres sont issus de toutes les branches du service militaire et du gouvernement fédéral (y compris certaines, moins légales) ... d'autres membres ont un passé qu'ils préfèrent ne pas partager. Nous avons sélectionnez des hommes et des femmes dotés de compétences inhabituelles, qui forment notre élite pour les opérations de terrain.
Nous sommes la dernière ligne de défense pour l'Amérique ... et le monde. Nous sommes des agents de l'ombre, exerçant partout dans le monde, et sans aucunes limites lorsqu’il s’agit d’exécuter nos missions.
Si nous sommes découverts, nous n’avons aucun soutien. Vous ne nous trouvez pas, nous vous trouvons. Nous n’existons pas, ni pour notre pays, ni pour ses alliés.
Nous sommes des Spartiates des temps modernes. Nous revenons avec notre bouclier ou sur lui. Et nous luttons contre le terrorisme partout où il se développe. Malheureusement le mal n'est pas toujours au-delà de l’océan. Souvent, il se cache dans nos propres rangs.
Devise officielle: Veni, vidi, nates calce concidi
Devise officieuse : Des badges ? Nous n'avons pas besoin de foutus badges
1. (en) Bad Attitude, 2006
2. (en) Phantom in the Night, 2008
3. (en) Whispered Lies, 2009
4. (en) Silent Truth, 2010

#### Nouvelles
- Bad to be Bone, dans l'anthologie Big Guns Out Of Uniform, 2005
- Captivated by You, dans l'anthologie Tie Me Up, Tie Me Down, 2005
- Turn up the Heat, dans l’anthologie Playing Easy to Get, 2006
- Just Bad Enough, dans l'anthologie Deadly Promises, 2006
- BAD Mission, dans l'anthologie Thriller 3 : Love is Murder, 2012

### Série Myths and Outlaws (trilogie)
Bienvenue dans un monde fantastique de licornes métamorphes et de treize royaumes au bord de la guerre. Tout ce qui les unit, c'est un groupe d'hors-la-loi, "Outlaws", qui a forgé une famille à partir d'une tragédie commune. Assassins, métamorphes, princes, pirates, monstres, illusionnistes et voleurs, ils constituent un groupe peu susceptible de protéger qui que ce soit. Pourtant, ils mourront l'un pour l'autre.  Et ils protégeront leurs terres, quel qu’en soit le prix.
1. (en) House of Fire & Magic, 2024
2. (en) House of Ice & Shadows, 2025
3. (en) House of Air & Illusions, 2025

### Romans indépendants
- (en) Daemon's Angel, 1995
- (en) Phantom in the Night, 2008Écrit avec Dianna Love.

### Anthologies liées à ses séries
- (en) In Other Worlds, 2010
- (en) Dark Bites, 2014
- (en) Winter's Night, 2015
- (en) Dark Places, 2022

### Nouvelles indépendantes (sans rapport avec l'une de ses séries)
- L'Enfer n'a pire furie, 2017 ((en) Hell Hath No Fury, 2013)Parue dans l'anthologie Dangerous Women aux éditions J'ai lu
- (en) Trip Trap, dans l'anthologie Dark Duets
- (en) Love Bytes, dans l'anthologie Naughty or Nice ou Dark Bites
- (en) Knightly Dreams, dans l'anthologie What Dreams May Come ou Dark Bites
- (en) Santa Wears Spurs, dans l'anthologie All I Want For Christmas

### Essais
- (en) The search of Spike’s Ball, dans l’anthologie Seven Seasons of Buffy
- (en) Parting Gifts, dans l’anthologie  Five Seasons Of Angel

### Non-fiction
- (en) The Writer's Guide to Everyday Life in the Middle Ages, (Writer's Digest, 1995)
- (en) The Writer's Complete Fantasy Reference: An Indispensable Compendium of Myth and Magic, (Writer's Digest, 2000)
- (en) The Writer's Digest Character Naming Sourcebook, with Hal Blythe and Charlie Sweet
- (en) The Writer's Digest Character Naming Sourcebook, 2nd ed.

### Sous le pseudonyme Kinley MacGregor

#### SérieLords of Avalon
1. (en) Sword of Darkness, 2006
2. (en) Knight of Darkness, 2006
3. (en) Darkness within, 2009

#### SérieLes MacAllister / La Confrérie de l'épée
1. Noces secrètes, J'ai lu, coll. « Aventures et Passions », 2020 ((en) Master of desire, 2001)
2. L'arme secrète de Maggie, J'ai lu, coll. « Aventures et Passions », 2020 ((en) Claiming the highlander, 2002)
3. Né dans le péché, J'ai lu, coll. « Aventures et Passions », 2020 ((en) Born in sin, 2003)
4. Le Highlander apprivoisé, J'ai lu, coll. « Aventures et Passions », 2020 ((en) Taming the scotsman, 2003)
5. Le Champion du roi, J'ai lu, coll. « Aventures et Passions », 2021 ((en) A dark champion, 2004)
6. Le Retour du Guerrier, J'ai lu, coll. « Aventures et Passions », 2021 ((en) Return of the warrior, 2005)
7. Le Guerrier, J'ai lu, coll. « Aventures et Passions », 2021 ((en) The warrior, 2007)

##### Nouvelle
- Le chevalier d'une nuit d'été, J'ai lu, coll. « Aventures et Passions », 2022 ((en) Midsummer's knight, 2003)Dans l'anthologie : Un héros pour Noël (fr) / Where's My Hero ? (en)

#### SérieLes aventuriers des mers ((en) Sea Wolves)
1. Pirate de mes rêves, J'ai lu, coll. « Aventures et Passions », 2021 ((en) A pirate of her own, 1999)
2. Pirate de mon cœur, J'ai lu, coll. « Aventures et Passions », 2021 (réédition) ((en) Master of seduction, 2000)

#### Nouvelles sans rapport avec l'une de ses séries
- (en) All I want for Christmas : Santa wears spurs, 2000